# Cratichneumon proximus
Cratichneumon proximus är en stekelart som först beskrevs av Cresson 1864.  Cratichneumon proximus ingår i släktet Cratichneumon och familjen brokparasitsteklar. Inga underarter finns listade i Catalogue of Life.